# Noviciat des Jésuites de Paris
Ne doit pas être confondu avec la Maison professe des Jésuites à Paris.
Le noviciat des Jésuites est un ensemble de bâtiments aujourd'hui disparus, construits à Paris au XVIIe siècle pour servir de maison de formation religieuse aux novices de la Compagnie de Jésus, et situés sur le terrain compris entre la rue Bonaparte (ancienne rue du Pot-de-Fer), la rue de Mézières, la rue Cassette la rue Honoré-Chevalier.

## Histoire
Les Jésuites, qui sont à Paris depuis 1550 au collège de Clermont (rue Saint-Jacques) puis à la maison professe de la rue Saint-Antoine à partir de 1580, avaient été expulsés du royaume par Henri IV à la suite de la tentative d'assassinat en 1594 sur la personne de ce dernier par Jean Châtel, ancien élève chez les Jésuites. En 1606, les Jésuites sont autorisés à revenir et, à Paris, la nécessité se fait jour de créer une troisième maison qui servirait cette fois-ci spécifiquement à la formation des futurs membres de la Compagnie de Jésus.
En 1610, ils s'installent dans l'hôtel de Mézières dont ils viennent d'hériter. Après avoir utilisé pendant une vingtaine d'années les écuries de l'hôtel comme chapelle provisoire, ils peuvent entreprendre la construction de leur chapelle définitive. Les premiers projets sont connus dès 1628 et sont de la main du jésuite Étienne Martellange, et le plan définitif est arrêté en 1630. Martellange livre ici sa dernière œuvre car il meurt en 1641, un an avant la fin du chantier.
Pour financer la construction de ce nouveau temple, les Jésuites trouvent un donateur généreux en François Sublet de Noyers. En 1630, il n'est encore qu'intendant des finances, et il deviendra plus tard surintendant des bâtiments (en 1638) et fondateur de l'Imprimerie royale en 1639. Protégé de Richelieu, il est également proche des jésuites, dont il intègre en 1631 la Congrégation des Messieurs (fondée, vers 1630, dans la maison professe des jésuites de Paris, la Congrégation des Messieurs rassemble les dévots des classes dirigeantes de la capitale). Le 17 octobre 1642, la chapelle est consacrée, après douze années de chantier.
Lorsque la Compagnie de Jésus fut supprimée en France (1762), les Jésuites sont expulsés de la maison de la rue du Pot-de-Fer, et la chapelle est définitivement fermée. Les biens mobiliers et immobiliers reviennent aux créanciers des Jésuites, qui tenteront jusqu'à la fin du siècle de les revendre pour rembourser les dettes contractées par les Jésuites. Les maisons de locations qui se trouvaient alentour du jardin trouvent bien vite des repreneurs. Quant à l'ancienne maison religieuse (rue de Mézières et rue du Pot-de-fer) le séminaire de Saint-Sulpice voisin, projeta de s'y installer, mais ce projet n'aboutit jamais, ce qui bloqua la vente de la maison pendant plusieurs années. À défaut d'être vendus, une partie des locaux fut louée et sous-louée à différents particuliers. C'est ainsi qu'à partir de 1774 s'installe en location le Grand Orient de France, au premier étage notamment (mais pas la chapelle). À partir de 1776, le Grand Orient sous-loue une partie des bâtiments qu'il occupe à la Loge des Neufs-sœurs, qui vit l'initiation de Voltaire le 7 avril 1778.
En 1794, le Grand Orient quitte les locaux, et l'ensemble est finalement acheté en 1797 par Simon Paul, locataire depuis 1792, qui y installe une entreprise d'artillerie. Vendus une dernière fois en 1803, les bâtiments sont quasiment tous détruits en 1806.
En 1824 la rue Madame est prolongée et vient couper la parcelle historique du noviciat en deux parties égales.

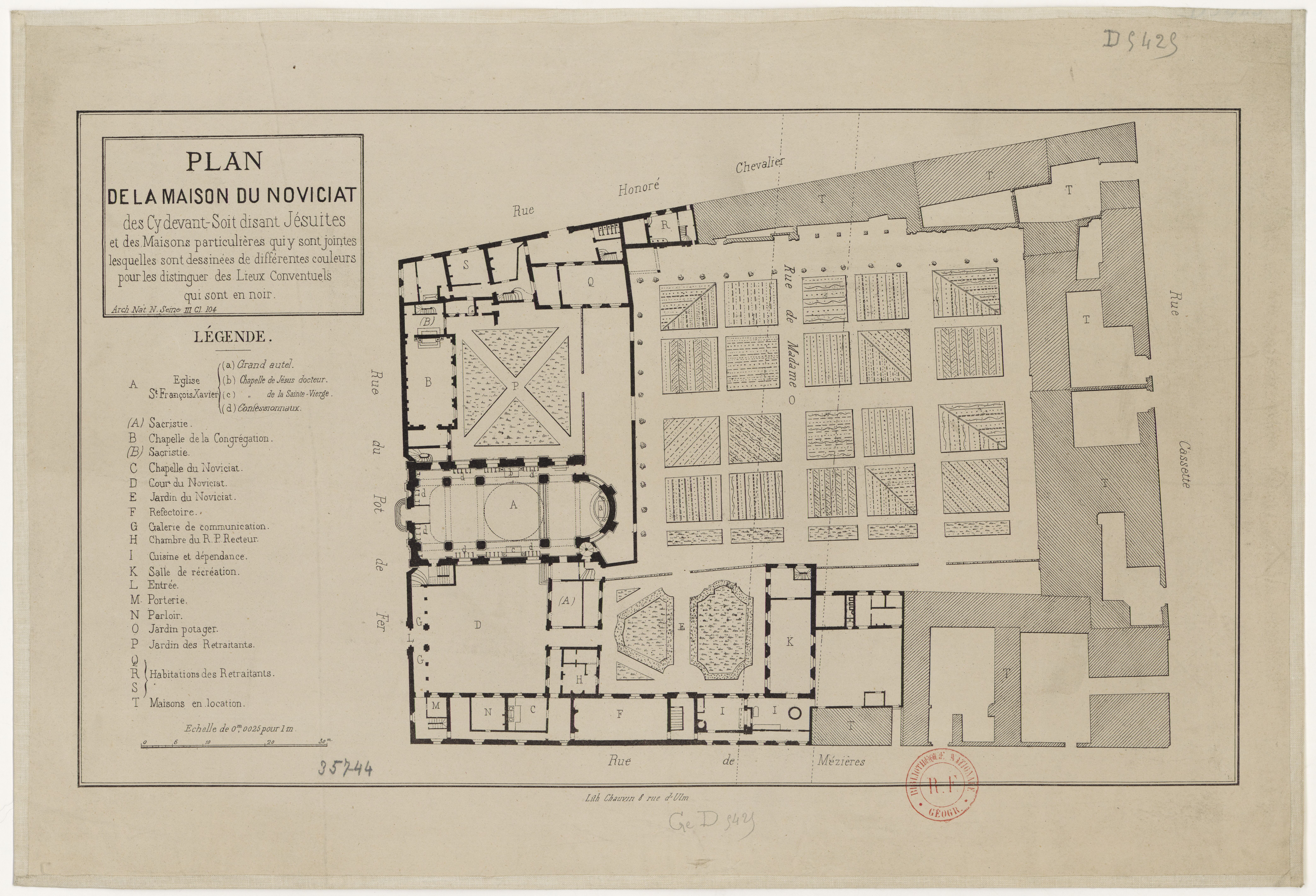
Plan de l'enclos du noviciat des Jésuites
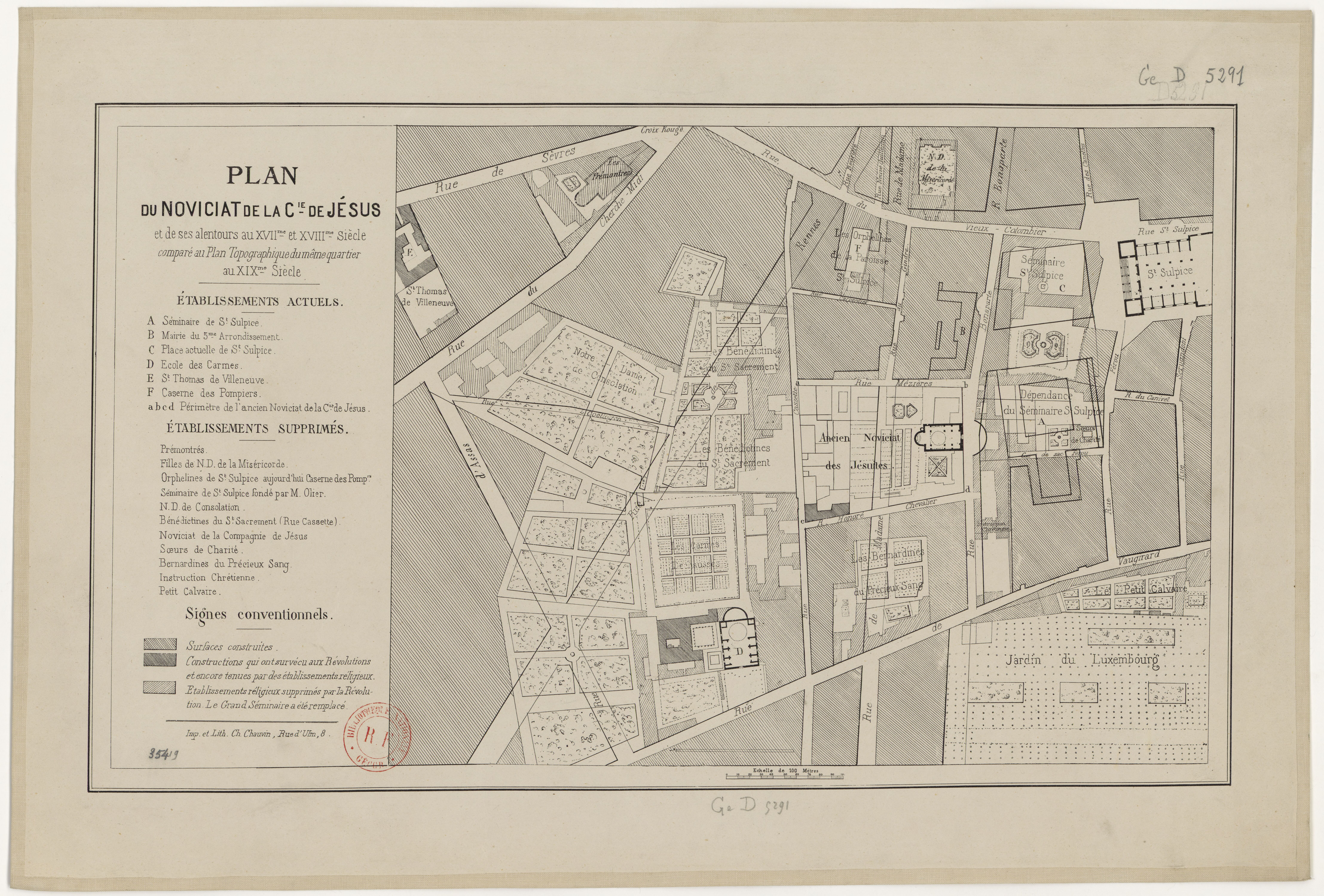
Situation du noviciat des Jésuites dans le quartier, avec le tracé des voies actuelles.

## Architecture
La maison du noviciat dans son ensemble était constituée, outre la grande chapelle et les bâtiments d'habitation des jésuites, d'une chapelle pour la Congrégation de Messieurs et d'une maison des retraites, situées au sud de la grande chapelle. Le jardin qui s'étendait jusqu'à la rue de Mézières, était entouré par des maisons ou immeubles destinés à être loués à des particuliers pour permettre aux jésuites de constituer une source durable de revenus pour la maison.
La chapelle, dédiée à saint François-Xavier, était de plan rectangulaire avec son transept inscrit, faisait 33,30 mètres de longueur sur 17,50 mètres de largeur. La façade sur la rue du Pot-de-fer culminait à 22 mètres de hauteur et était composée de deux niveaux décorés de pilastres doriques puis ioniques ; ce dernier niveau entouré d'ailerons à volutes et surmonté d'un fronton triangulaire orné du monogramme du Christ (IHS) et emblème de la Compagnie de Jésus. Ceci faisait de cette façade une des premières façades « à la romaine » régulière de Paris avec la Sorbonne.
Le plan de la chapelle était simple avec une nef centrale à deux travées au bout de laquelle venait s'ajouter la croisée du transept, d'égale longueur que la nef, qui introduisait le sanctuaire. Celui-ci était composé d'une seule travée donnant directement accès à l'abside semi-circulaire où se trouvait le maître-autel. Le tout étant encadré, abside exceptée, d'une galerie si petite qu'on peine à qualifier de bas-côté (1,67 mètre de largeur) et qui était surmontée de tribunes en bois.
La croisée du transept était recouverte d'une coupole surbaissée aveugle. La voûte, qui reposait sur une élévation à deux niveaux d'arcades en plein cintre et fenêtres hautes, semble avoir été voûtée en berceau à arcs doubleaux. Des chapiteaux doriques, surmontés d'une frise à triglyphes et métopes décorées, faisait tout le tour de la chapelle.
Le maître-autel, orné à l'entrée du sanctuaire d'une balustrade en marbre aux armes de France et du bienfaiteur de l'église, François Sublet de Noyers, était simple jusqu'à ce qu'il soit remplacé, en 1709 par un nouveau beaucoup plus fastueux construit par l'agence de Jules Hardouin-Mansart, et réalisé aux frais du roi Louis XIV.

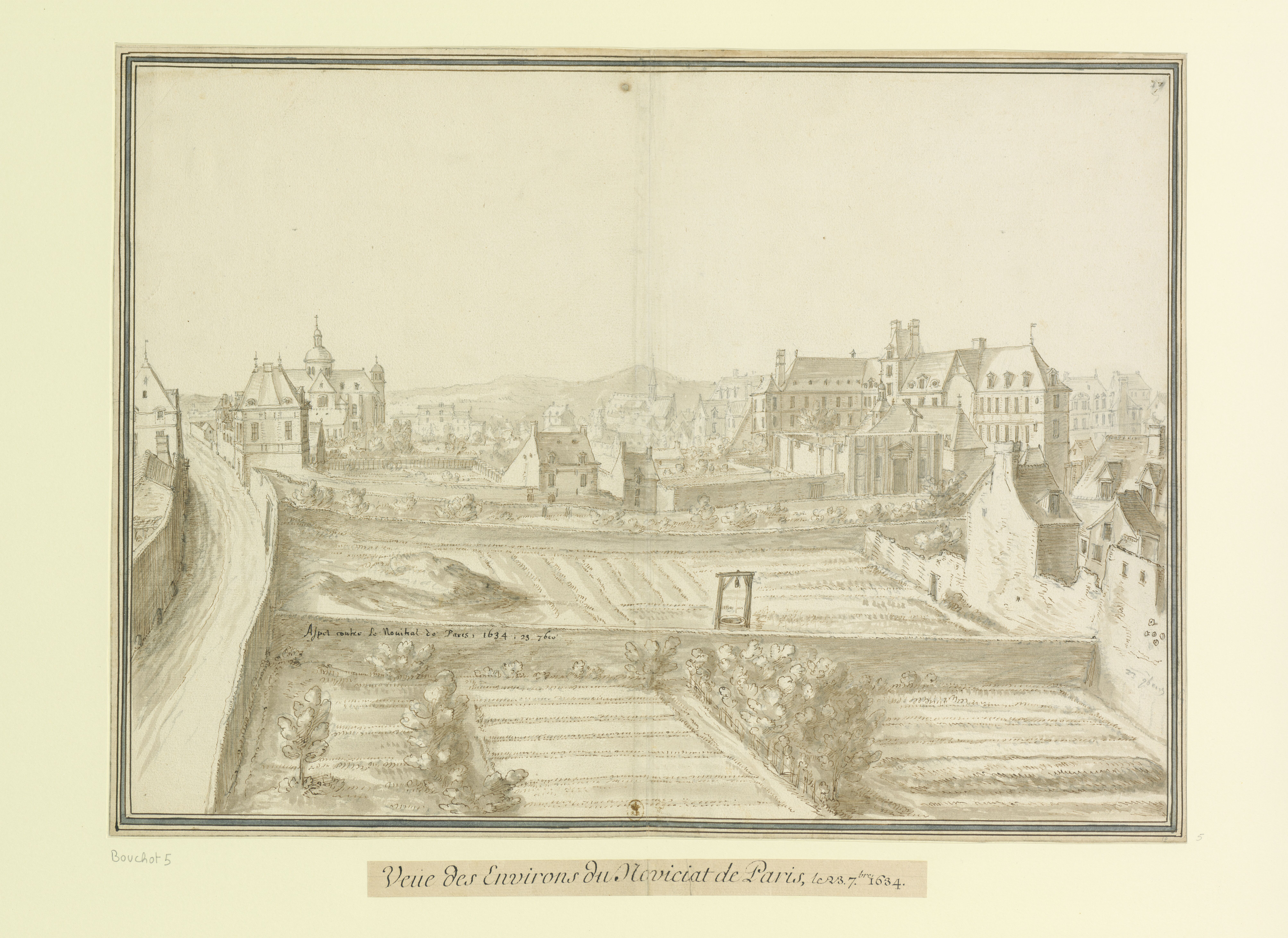
Dessin d'Etienne Martellange représentant les environs du noviciat  en 1634 : on aperçoit la chapelle en cours de construction.
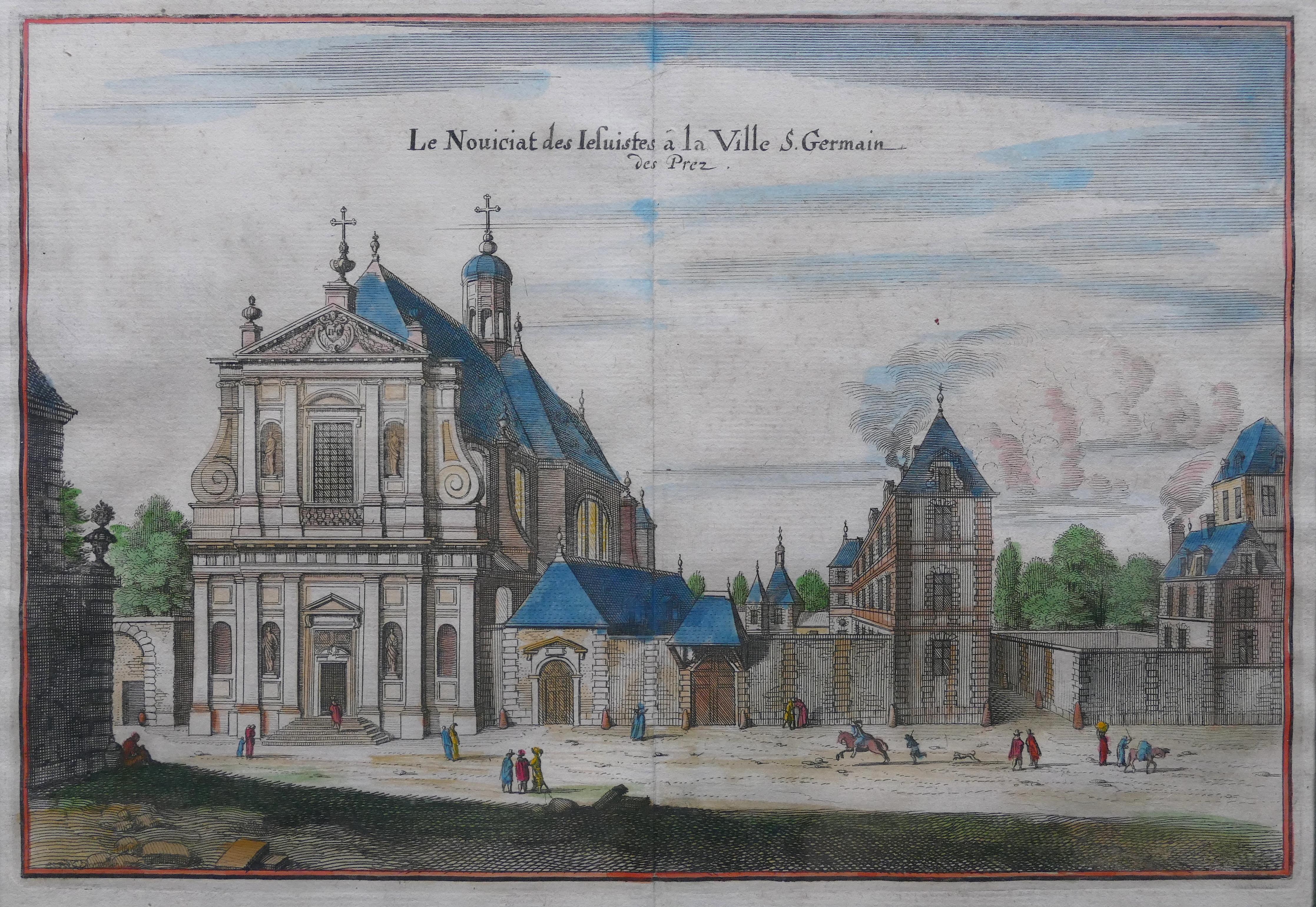
Vue du noviciat des Jésuites vers 1630.
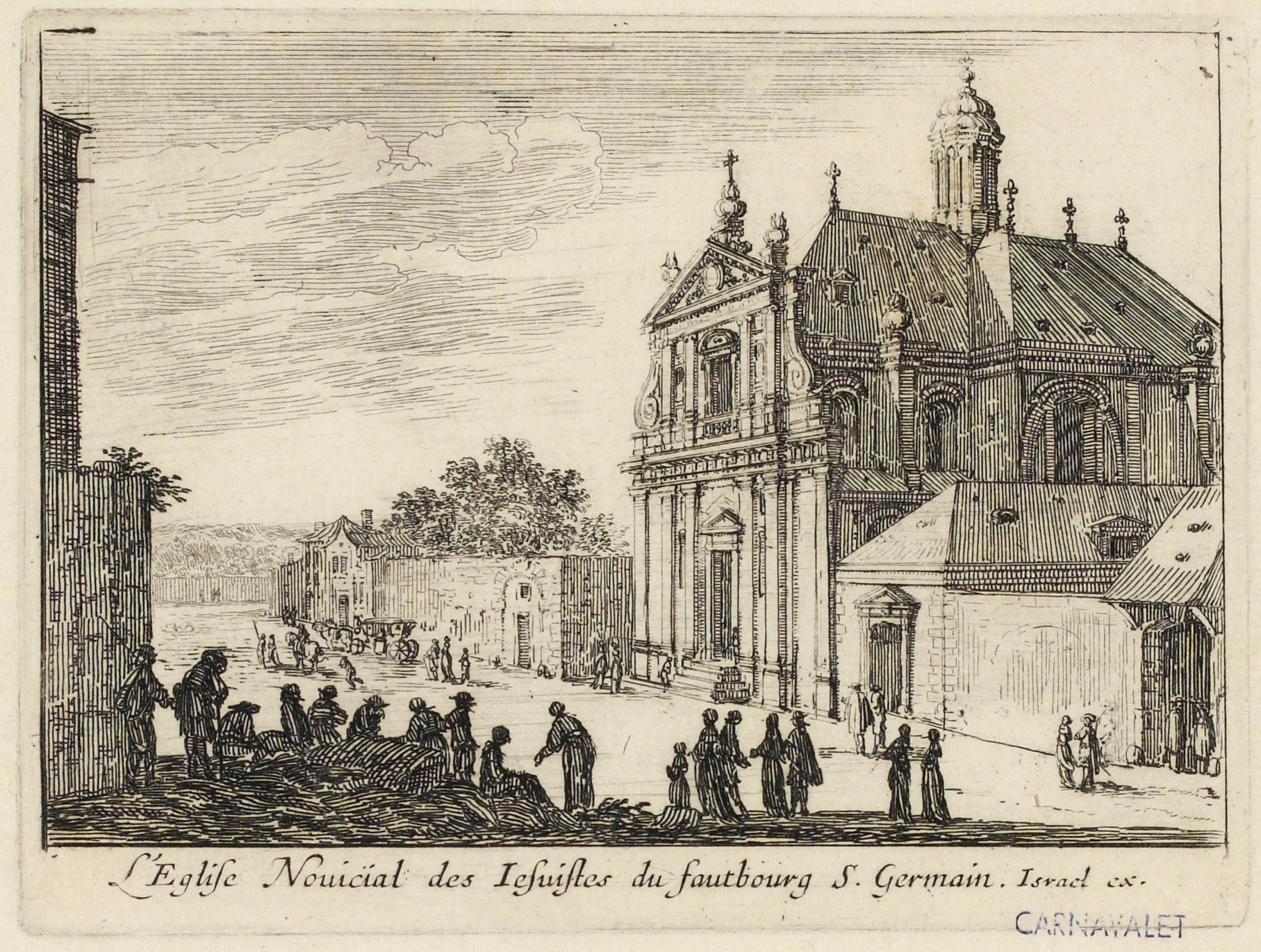
Vue de la chapelle du noviciat vers 1650-1660.
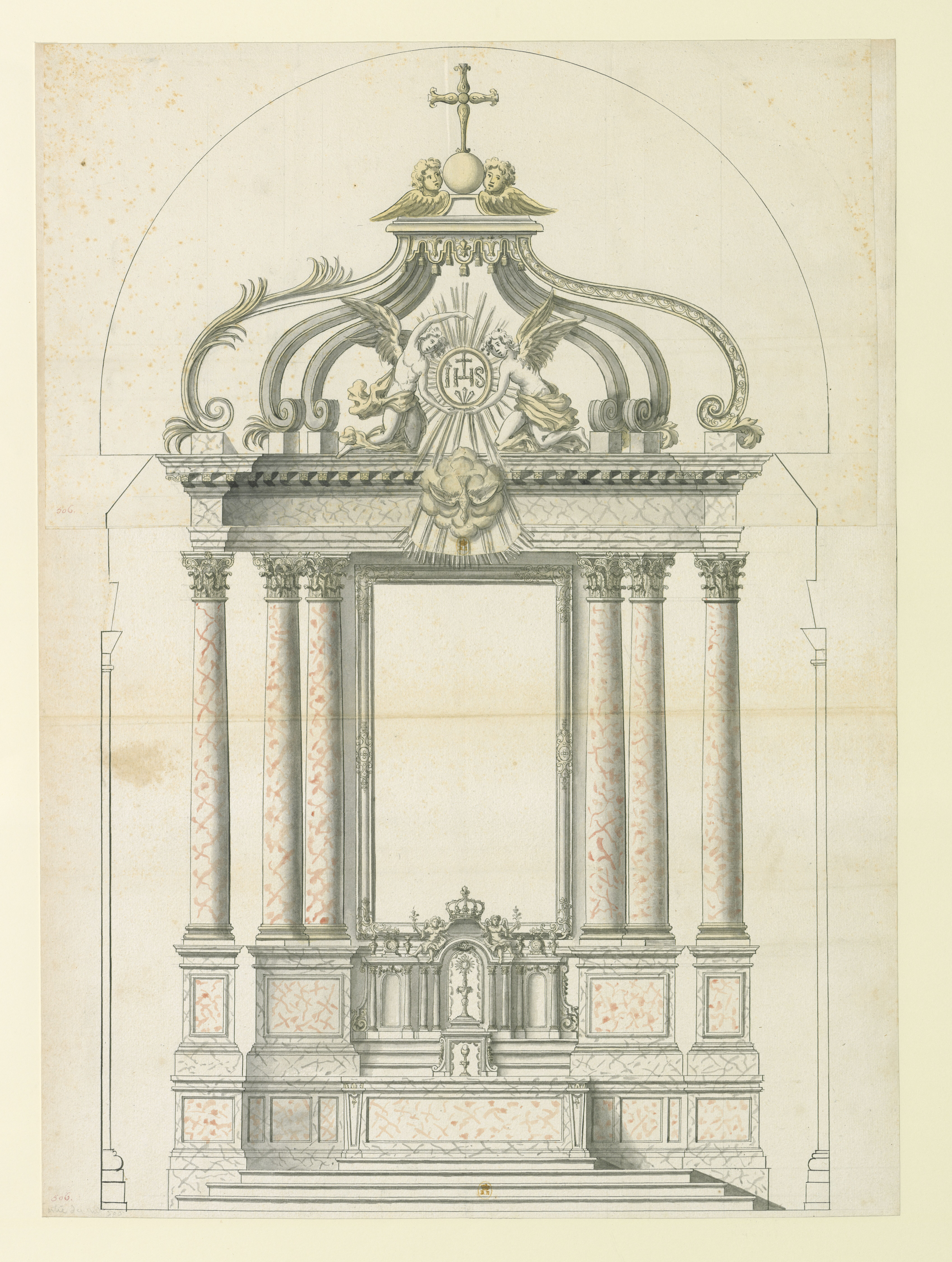
Elévation du nouveau maître-autel (1709).

## Peintures
L'intérieur de la chapelle conservait trois tableaux d'exception qui firent grande publicité au lieu, ils avaient été commandés par Sublet en personne dès 1641 : 
- Saint François-Xavier rappelant à la vie la fille d'un habitant de Kagoshima au Japon par Nicolas Poussin pour le maître-autel (Musée du Louvre),
- La Madonne des Jésuites par Simon Vouet pour l'autel latéral gauche (disparu, il en existe une gravure de Michel Dorigny, au département des Estampes de la Bibliothèque nationale)
- L'Enfant-Jésus retrouvé par ses parents au Temple par Jacques Stella pour l'autel de droite (actuellement à la collégiale Notre-Dame des Andelys).

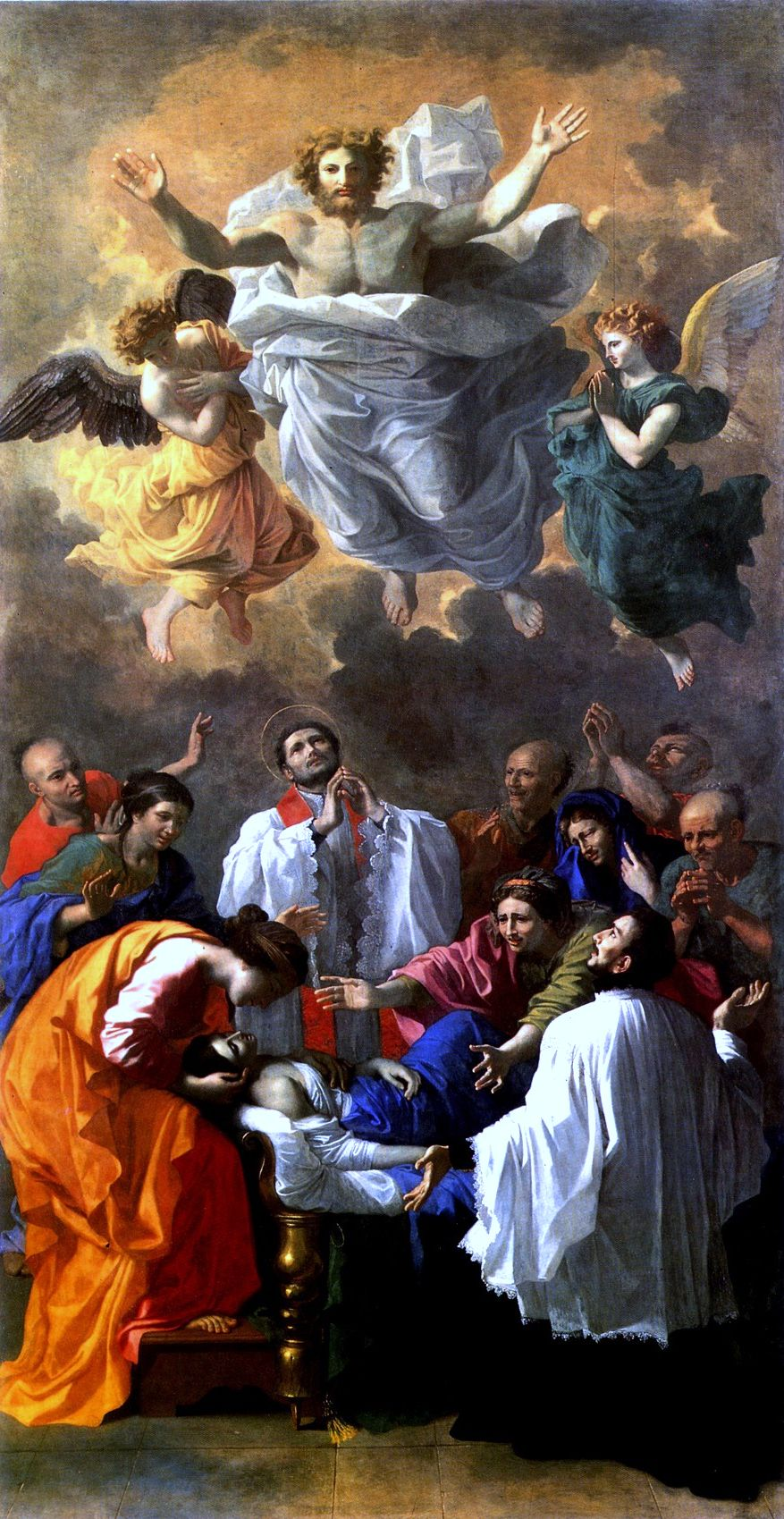
Le Miracle de saint François Xavier par Nicolas Poussin
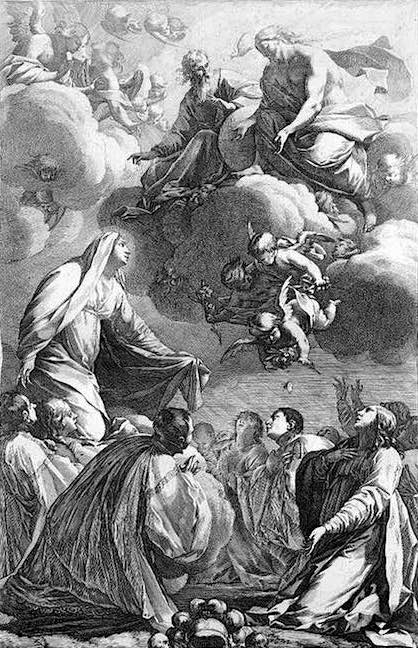
La Madone des Jésuites par Simon Vouet
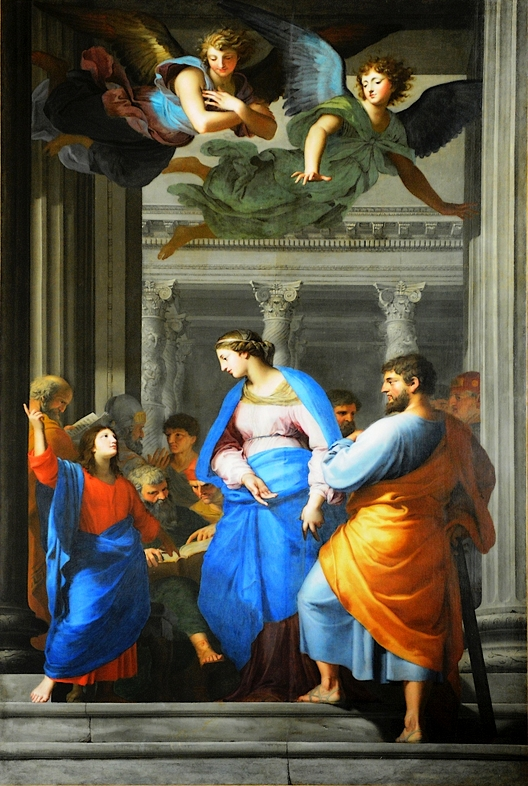
Jésus retrouvé au Temple par Jacques Stella

## Postérité
La chapelle jésuite a connu par la suite une certaine postérité architecturale: 
- la chapelle de l'abbaye de Port-Royal de Paris (actuelle chapelle de l'hôpital Cochin), construite entre 1646 et 1653 par l'architecte Antoine Lepautre, et qui est, de la plume même de la mère Angélique Arnaud, « sur le modèle des Petits-Jésuites ».
- la chapelle du monastère de la Visitation de Moulins (vers 1650), à l'exception de la façade, reprend les mêmes dispositions, avec les aménagements inhérents au monastère de femmes cloîtrées que sont les visitandines (chœur latéral)
- la chapelle du collège jésuite de Vannes (1661)
- la chapelle du collège jésuite de Quimper (1666)
- la chapelle du noviciat des Dominicains (actuelle église Saint-Thomas-d'Aquin) construite en 1683 par l'architecte Pierre Bullet : l'intérieur de l'église reprend dans un décor sobre, un parti d'élévation à deux niveaux surmonté d'une voûte en berceau à lunettes pénétrantes, une coupole surbaissée à la croisée du transept, des fenêtres thermales, sans meneaux toutefois comme à Port-Royal, dans la partie haute des transepts.
- la chapelle des Jésuites du séminaire de Brest (chapelle de la Marine), construite par Choquet de Lindu en 1741-1743.